# Leo Küpper
Leo Küpper (Nidrum, 16 april 1935) is een Belgisch componist.
Hij kreeg zijn muziekopleiding aan de Universiteit van Luik en een van de universiteiten van Brussel. Hij maakte geluidseffecten voor de Radio-Télévision belge de la Communauté française. Hij richtte zich op de elektronische muziek en werkte van 1959 tot 1962 samen met Henri Pousseur in "Apelac". Hij richtte in 1967 de "Studio de Recherches et de Structurations Élektroniques Auditives" op. Hij was ook onderdeel van "Sound Domes" in Rome, Linz, Venetië en Avignon. Grote inspiratiebron daarvoor was het werk Omaggio a Joyce van Luciano Berio. Hij onderzocht (en werkte uit) de onderlinge samenhang tussen diverse elektronica, maar ook die tussen mens en machine (elektrovovaal). Zijn bevinden zijn terug te vinden in diverse publicaties. Hij zou ook demonstraties daarvan geven in Europa en Noord-Amerika. Als gevolg van het bovenstaande zijn zijn werken terug te vinden binnen de elektronische muziek met nadruk op "elektronische verwerking van fonetisch materiaal". In 1974 kreeg hij te Bourges een onderscheiding voor zijn werk Innominé.
Küpper ontwikkelde GAME (Générator automatique de musique électronique) opgebouwd uit zestig analoge en digitale modules.
Hij is tevens specialist in het bespelen van de santoor en het bewerken van haar klanken.  De componist is actief op Bandcamp.

## Werklijst
- 1963-1964: Electropoème met twaalf jongens- en meisjesstemmen
- 1961-1967: Automatismes sonores
- 1967-1974: L’enclume des forces (bewerking van de tekst van Antonin Artaud)
- 1966-1974: Innominé (elektroakoestische muziek)
- 1975: Saint François d'Assise parlant aux oiseaux voor sopraan en automaten
- 1977: Dodécagone voor sopraan, negentien koorstemmen en band
- 1977: Le rêveur au sourire passager
- 1985: Amkea/Aerosons
- 1987: Litanea
- 1999: Ways of the voice

- Bibliothèque nationale de France: cb14647388b (data)
- International Standard Name Identifier: 0000 0000 7844 0250
- Library of Congress Control Number: nr92035662
- MusicBrainz: 48ae156b-7794-473a-8cf9-5f64f852c469
- Nationale Bibliotheek van Israël: 987007442399605171
- Système universitaire de documentation: 223841234
- Virtual International Authority File: 17089666
- WorldCat: E39PBJwdfMXRfWJykw3vXPm68C